# Référendum de déclaration de guerre
Un référendum de déclaration de guerre est un type de référendum envisagé dans lequel les personnes électrices d'un pays doivent décider si celui-ci doit entrer ou non en guerre. Aucun référendum de ce type n'aurait eu lieu.
La première idée d'un tel référendum viendrait du marquis de Condorcet en 1793 et de Emmanuel Kant en 1795.
De nombreux débats eurent lieu aux États-Unis peu avant la Seconde Guerre mondiale sur l'introduction d'une obligation de référendum avant l'entrée en guerre du pays.